# Salzstadel (Regensburg)

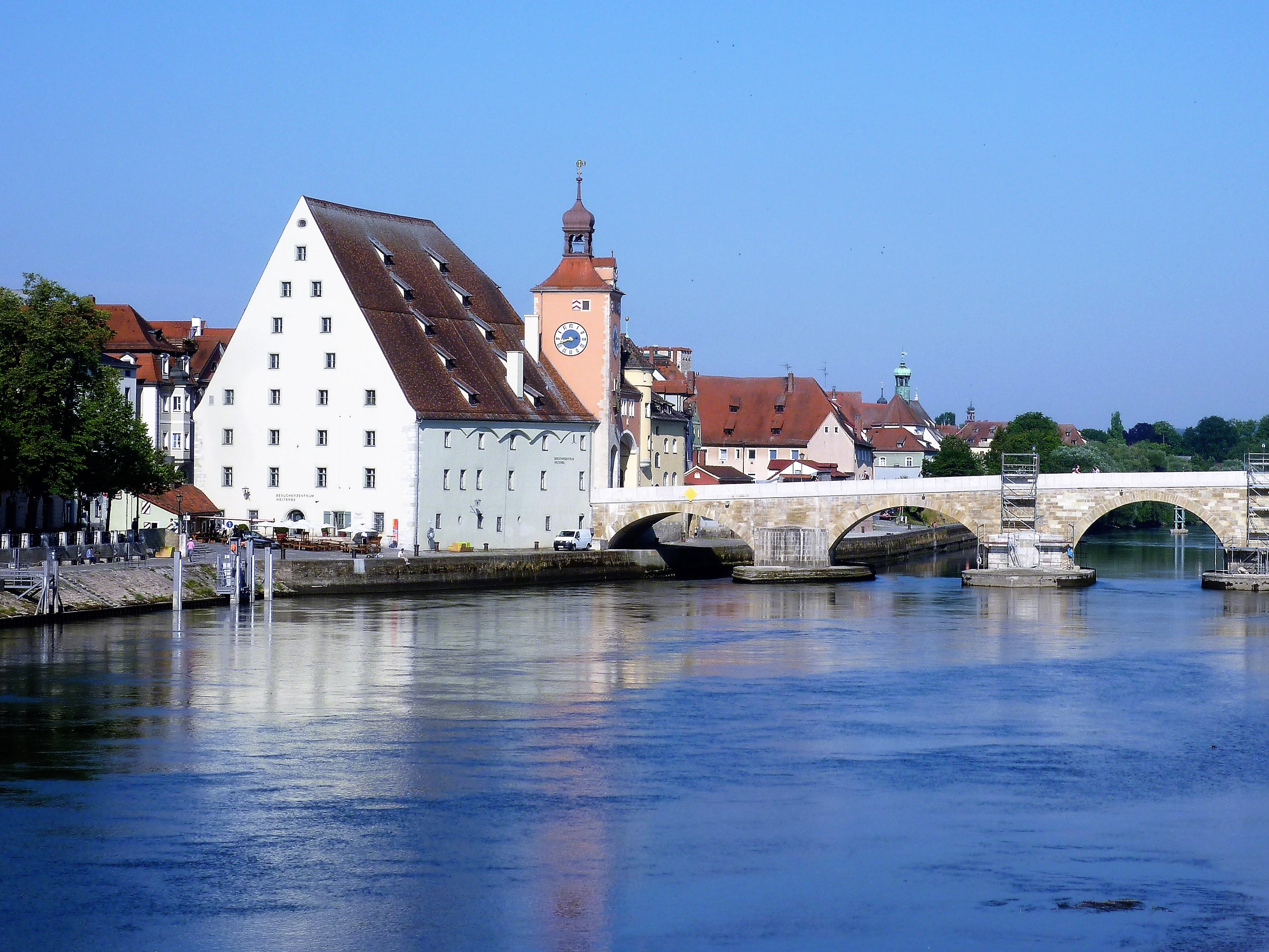
Salzstadel und Steinerne Brücke, Blick von Osten (2017)

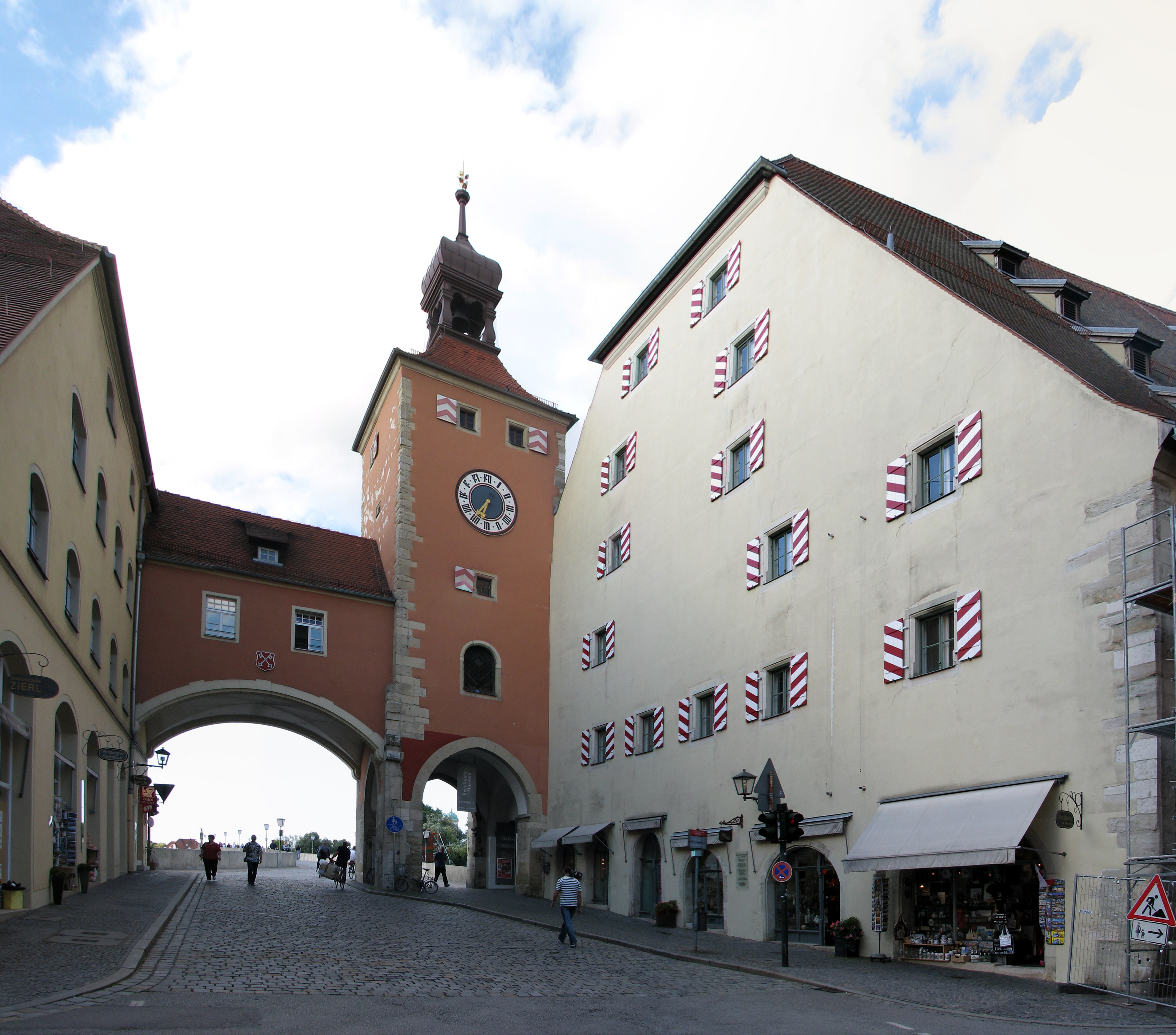
Blick von Süd auf Salzstadel und Brücktor (2017)

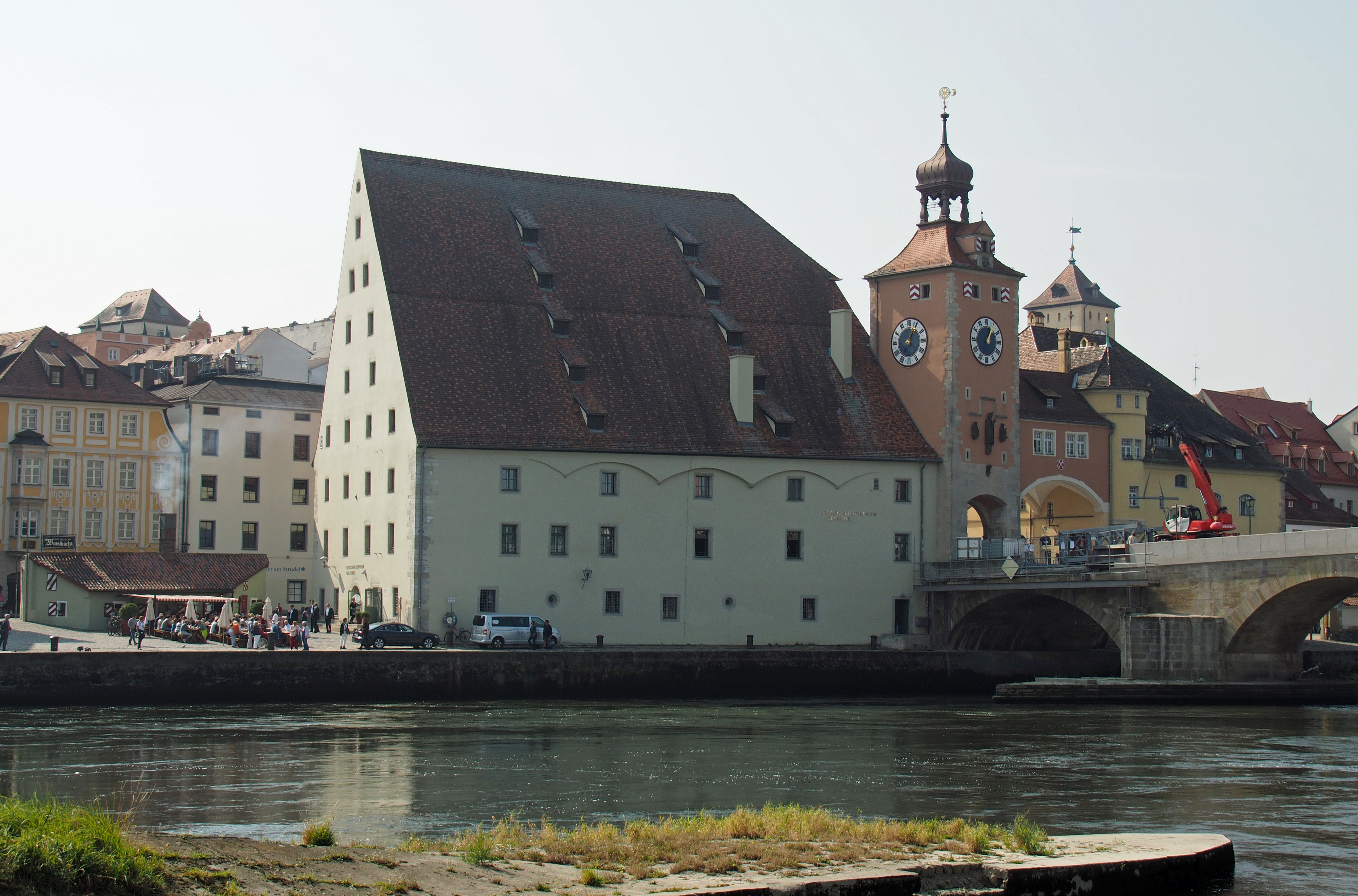
Blick von der Jahn-Insel auf Salzstadel und Steinerne Brücke (2016)

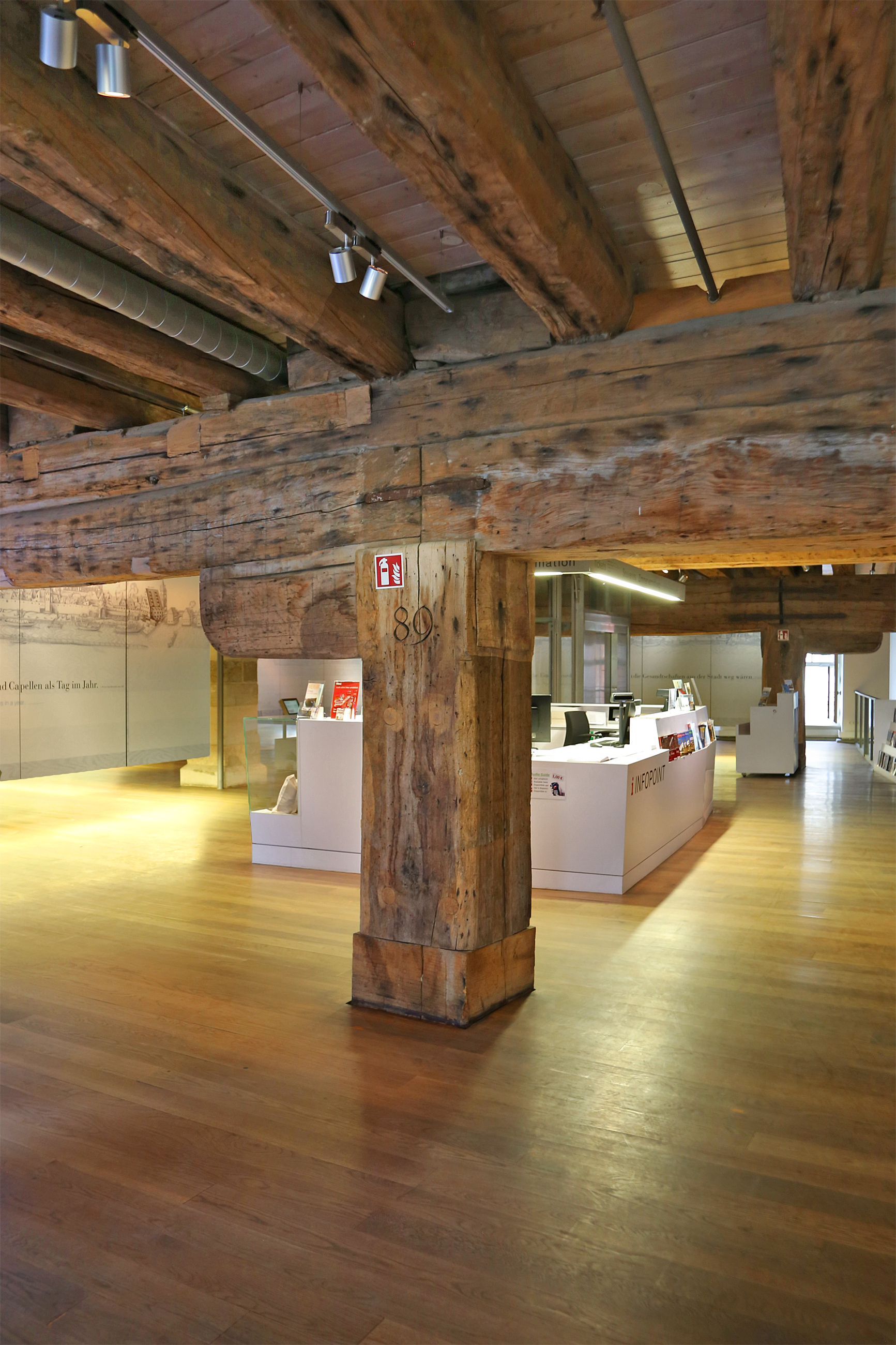
Innenraum Salzstadel Besucherzentrum (2017)

Der städtische Salzstadel östlich der Steinernen Brücke in der Altstadt von Regensburg wurde 1616 bis 1620 gebaut und ergänzte damit den älteren und kleineren Amberger Stadel westlich der Brücke. Der städtische Salzstadel wurde zur Lagerung von Steinsalz oder von Speisesalz errichtet. Das Salz wurde mit von Pferden gezogenen sog. Salzzügen über die Salzach und den Inn und zuletzt auf der Donau von den Salzlagerstätten und Salinen in der weiteren Umgebung von Passau, (Salzburg, Hallstatt und Berchtesgaden) nach Regensburg transportiert und hier mit Kränen entladen.
Das Gebäude steht unter Denkmalschutz (Listen-Nr.: D-3-62-000-1342), wurde um 1988–1991 umfassend saniert und erfuhr nach Zwischennutzungen im 19. Jahrhundert eine drastische Änderungen der bisherigen Nutzungen. Heute dient der Salzstadel als Begegnungsstätte für kulturelle Aktivitäten und als Informations- und Aufenthaltsort für Besucher der Altstadt von Regensburg und Stadtamhof.

## Geschichte
Die Stadt Regensburg hatte 1614 den Salzhandel wieder zurück erworben, nachdem der Handel 21 Jahre lang unter der Kontrolle des Herzogtums Bayern gestanden hatte. Damit war die Stadt nun in der Lage, dem Bayerischen Herzog Maximilian I. eine wirtschaftspolitische Antwort auf den nur wenige Jahre zuvor erfolgten Bau des bayerischen Salzstadels auf dem gegenüberliegenden Donauufer in Stadtamhof zu geben. Mit dem Bau des neuen städtischen Salzstadels entstand 1616–1620 auf einem trapezförmigen Grundriss ein sehr großer Stadelbau, der wegen des instabilen Untergrundes durch Pfahlgründungen stabilisiert wurde. Das Gebäude hatte drei Geschosse und zusätzlich fünf Dachgeschosse unter einem steilen Satteldach mit abgewalmten Westgiebel und mit zwei Reihen zu je fünf Schleppgauben. Drei Pfeilerreihen teilen das Erdgeschoss in drei Schiffe und tragen mächtige Eichenbalken, die die Zwischendecke tragen. In den Obergeschossen bestehen auch die Ständer aus Eichenholz.
Als der Bau 1619 fertig gestellt war, wurde der Stadel sofort bis hinauf zum zweiten Dachgeschoss mit Salz beschickt. Dabei zeigte sich, dass die Statik falsch berechnet worden war. Im Mittelteil des Stadels brachen Balken und einige Ständer kamen aus dem Lot, so dass die nördlichen Mauern ausbuchteten. Nachbesserungen mit noch heute erkennbaren zusätzlichen Steinpfeilern im Untergeschoss und mit Unterzügen stabilisierten das Gebäude. Erst 1620 war der Bau endgültig abgeschlossen mit Baukosten von 10.000 Gulden. 1649 wurde noch eine Seilwinde eingebaut, deren hölzernes Rad noch sichtbar ist.

## Sanierung und Nutzung

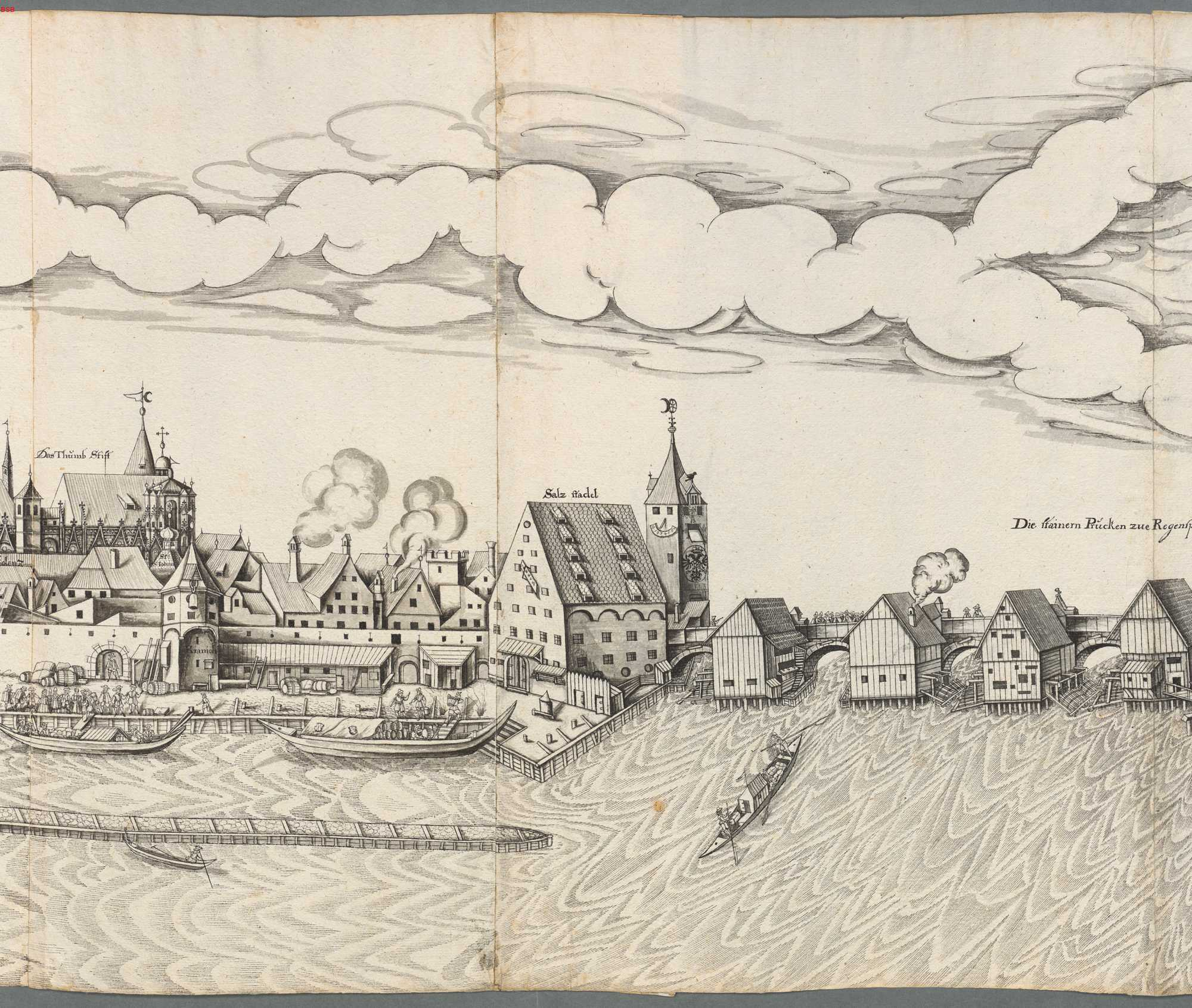
Salzstadel und Steinerne Brücke (mit Mühlhäusern) um 1600 / 1700

Im 19. Jahrhundert erfolgten ein Umbau, um den Stadel für andere Zwecke (Eichamt bis 1955 und Pfandleihe bis 1988)   nutzen zu können. Eine grundlegend Sanierung des Gebäudes erfolgte mit Beschluss des Stadtrates vom 6. Mai 1986. Die Sanierungsmaßnahmen zwischen 1987 und 1992 waren auch mit einer archäologischen Untersuchung des Untergrundes verbunden, um dort den vermuteten mittelalterlichen Schiffskanal nachzuweisen, der von der Donau abzweigend unter der Brückenauffahrt nach Westen verlief und bei der Gasse am Wiedfang wieder in die Donau mündete. Die Grabungen bestätigten diese Vermutungen.
Schon im Verlauf der Sanierung wurden Pläne diskutiert, das Gebäude anders als bisher zu nutzen, obwohl ursprünglich geplant war, die bisherigen Mieter im Haus zu belassen. Nach der Sanierung beherbergt der Salzstadel heute in der unteren Ebene einen Gastronomiebetrieb und mehrere Läden, sowie im Obergeschoss mietbare Säle für Ausstellungen, Vorträge Konferenzen und für öffentliche wie auch private Veranstaltungen. Seit 2011 ist auch das Besucherzentrum Welterbe Regensburg im Gebäude untergebracht, das damit zu einem Haupttreffpunkt und einem Schwerpunkt in der Darstellung der historischen Stadt Regensburg geworden ist.
Die Baumaßnahmen zur Sanierung und zum Umbau waren mit außergewöhnlichen Herausforderungen verbunden und machten es nötig, neue Wege der Bautechnik zu beschreiten, denn es war ungewiss, ob die durch den Salzeintrag in das Holz geschwächten Tragebalken den statischen Belastungen noch gewachsen waren. Eine positive Prognose der Statiker wurde noch dadurch verstärkt, dass im Stadtarchiv Unterlagen gefunden wurden, die ergaben, dass die ehemalige Belastung durch Salzeinlagerung 1 to / m² betragen hatte, während die neuen Belastungen nur halb so hoch sein würden. Trotzdem mussten Lösungen gefunden werden, eine fortschreitende Zerstörung des Holzes durch das eingelagerte Salz zu stoppen. Ein ausgeklügeltes Belüftungs- und Temperiersystem mit Konvektoren im Sockelbereich der Geschosse und an den Innenflächen des Dachstuhls gewährleistet eine gleichmäßige Erwärmung der Abstrahlflächen nach außen, ohne dass es zu einer Konvektion der warmen Luft im Raum kommt. Das hat zur Folge, dass sich die Innenbereiche des Gebäudes immer im Trockenzustand befinden, das Holzvolumen von insgesamt 650 Kubikmetern stabil ist und der Zerstörungsprozess gestoppt ist. So konnten Hilfskonstruktionen, die die Optik des Gebäudes stark gestört hätten, vermieden werden.